# Himanshu Rai
Pour les articles homonymes, voir Rai.
Himanshu Rai (ou Himansu Rai) (bengali : হিমাংশু রায়) (1892 – 19 mai 1940) est un des pionniers du cinéma indien, connu en tant que fondateur de Bombay Talkies en 1934. On associe son nom à nombre de films, dont  Prem Sanyas (1925), Shiraz (1928), Prapancha Pash (1929) et Karma (1933). Il était marié à l'actrice Devika Rani (1908-1994).

## Biographie

### Premières années
Himanshu Rai est né en 1892 à Cuttack (Présidence du Bengale, Indes britanniques) dans une riche famille bengalie. Il fait ses premières études à Santiniketan et c'est là qu'à âge de 11 ans, il monte pour la première fois sur les planches dans Sacrifice, une pièce de Rabindranath Tagore. Il poursuit par des études de droit et obtient son diplôme de l'université de Calcutta. Il part ensuite se perfectionner à Londres où il est admis au barreau.
Plus intéressé par le théâtre que par les prétoires, il se joint à scène londonienne et joue de nombreux rôles dont certains parfois insignifiants. Il intègre ainsi le groupe de K. N. Das Gupta et participe en 1916 à la pièce de George Calderon inspirée d'une histoire de Rabindranath Tagore The Maharani of Arakan. À la suite de la rencontre avec l'écrivain Niranjan Pal, il monte une troupe de théâtre semi-professionnelle "The Indian Players " avec laquelle il joue notamment le rôle principal dans The Goddess en 1922. Le succès est important et sa performance est louée par la critique. La troupe est alors invitée à jouer en France, en Italie et en Égypte.

### Coproductions européennes
Désireux de proposer un regard sur l'Inde à un public plus vaste et international, Himanshu Rai se tourne vers le cinéma pour lequel il ambitionne de rivaliser avec les meilleurs réalisations occidentales. Comme il l'expliquera en 1928 lors de son audition devant l'Indian Cinematograph Committee, il considère qu'un film est indien lorsque l'histoire, la distribution comme le lieu de tournage sont indiens. La nationalité de l'équipe technique et l'origine des capitaux n'entrent pas en ligne de compte. Il va donc monter entre 1925 et 1929, trois coproductions européano-indiennes tournées en Inde avec des acteurs indiens et dont les scénarios, écrits par Niranjan Pal, sont ancrés dans le sous-continent. Ainsi Prem Sanyas (1925) raconte la genèse de Boudha, Shiraz (1928) est une variation autour de la construction légendaire du Taj Mahal, et Prapancha Pash (1929) s'inspire d'un passage du Mahabharata.

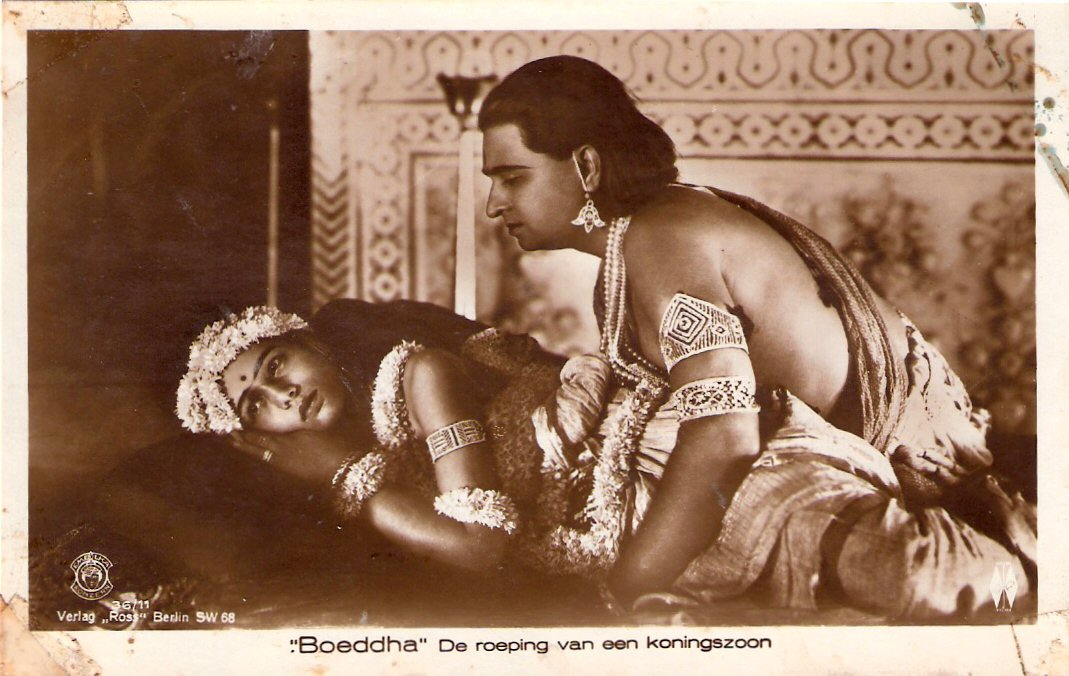
Himanshu Rai et Seeta Devi dans Prem Sanyas

Pour son premier film, Prem Sanyas, il convainc avec Niranjan Pal la société de production bavaroise Emelka Film de participer au projet et s'assure du financement en Inde auprès de la Great Eastern Film Corporation de Lahore constituée pour l'occasion. Emelka Film fournit les cadres techniques dont le réalisateur, Franz Osten et le caméraman Josef Wirsching. La distribution, menée par Himanshu Rai lui-même, est composée d'acteurs indiens dont une partie est issue de sa troupe "The Indian Players". Le film qui sort en 1925 obtient un succès d'estime en Allemagne et en Grande-Bretagne.
Les producteurs ne rentrent cependant pas dans leurs frais. À la suite de cet échec, les financements indiens se tarissent, poussant Himanshu Rai à coproduire Shiraz avec la britannique British Instructional Films. L'UFA, qui était en passe de racheter Emelka Film, la remplace, participe au financement et assure la distribution internationale du film. Franz Osten est encore à la réalisation du film dont Himanshu Rai est une nouvelle fois en tête d'une distribution indienne. L’intérêt européen ne se dément pas et la même équipe est reconduite pour Prapancha Pash qui sort en 1929.
Himanshu Rai était déjà marié et père d'une petite fille lorsqu'il rencontre Devika Rani à Londres en 1928. Il l'épouse l'année suivante et elle l'accompagne lors du tournage en Inde de Prapancha Pash. Elle travaille sur les décors et les costumes du film avec le cousin d'Himanshu, Promode Rai. En 1930, le couple entreprend une tournée en Suisse et en Scandinavie où ils jouent sur scène en lever de rideau du film.

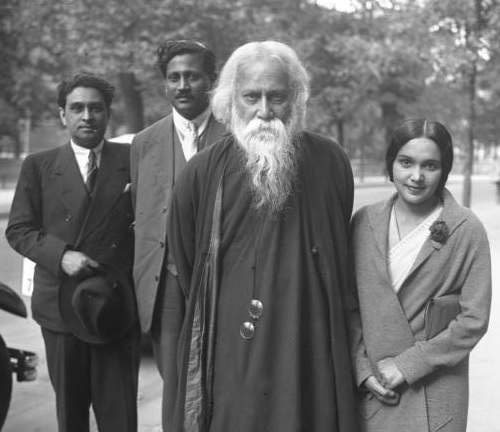
Rabindranath Tagore, Devika Rani et Himansu Rai à Berlin en mai 1931

En Inde, Prem Sanyas, Shiraz et Prapancha Pash sont perçus comme des films étrangers et ne reçoivent pas le succès escompté.
Les négociations pour la production d'un quatrième film sont très difficiles. L'évolution économique et politique en Allemagne ne permet pas d'y coproduire le film parlant qu'Himanshu Rai souhaite. Néanmoins l'UFA ne lui ferme pas totalement la porte et, pendant que les discussions s'éternisent, elle offre à Devika Rani la possibilité de se former à Berlin au contact d'artistes tels que G. W Pabst ou Marlene Dietrich. Elle fait même un peu de figuration dans les studios de Babelsberg. Himanshu Rai a quant à lui l'opportunité en 1931 de réaliser pour l'UFA un court-métrage sur Rabindranath Tagore où le prix Nobel de littérature chante une de ses chansons. Ce film, nommé Tagore Talkie, est projeté à Calcutta en novembre 1931.
Finalement, Himanshu Rai se tourne vers la Grande-Bretagne et la société Indian and British Film Productions pour coproduire Karma (1933). Le film, dont les extérieurs sont tournés en Inde mais les scènes d'intérieur à Londres, est réalisé par J.L. Freer-Hunt avec une équipe technique en grande partie britannique. Himanshu Rai tient une dernière fois le rôle principal dans ce film bilingue anglais et hindi. Devika Rani lui donne la réplique dans ce qui est sa première apparition à l'écran. L'accueil anglais est favorable mais le public indien rejette encore une fois le film.

### Bombay Talkies
L'échec de ses films en Inde est une des raisons qui incite Himanshu Rai à bâtir un studio de cinéma dans son pays natal. Il obtient le financement nécessaire auprès de riches hommes d'affaires et fonde le studio Bombay Talkies en 1934. Il y tient le rôle de producteur tandis que son épouse est la vedette principale. Les aspects financiers et la distribution des films sont gérés par Rai Bahadur Chuni Lall, le père du musicien Madan Mohan. Poursuivant dans son ambition d'excellence, Himanshu Rai fait venir d'Europe les techniciens allemands avec lesquels il avait travaillé précédemment. Ainsi Franz Osten, qui ne parlait pas hindi, est le réalisateur attitré du studio, Josef Wirsching en est le directeur de la photographie, Willie Zolle est le responsable du laboratoire et Karl von Spreti le décorateur en chef. L'anglais Ben Hartley est l'ingénieur du son. Niranjan Pal se joint à l'équipe pour écrire les scénarios.

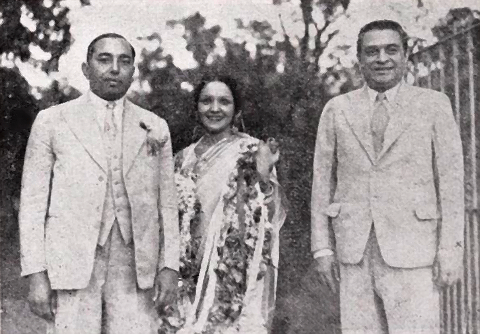
R. B. Chuni Lall - Devika Rani - Himanshu Rai (1939)

En tant que producteur exclusif du studio, Himanshu Rai constitue également la troupe d'acteurs et de musiciens. Celle-ci restera étonnamment stable avec des artistes que participent à la plupart des films tels que l'acteur de second rôle P.F. Pithawala, le chorégraphe Mumtaz Ali, la danseuse Sunita Devi ou encore la directrice musicale Saraswati Devi.
Himanshu Rai est un travailleur acharné, contrôlant tous les aspects de la production de ses films jusque dans les détails des dialogues. Contrairement à d'autres patrons de studio de cette époque tels que Sohrab Modi ou B.N. Sircar, il participe peu à la vie publique. La représentation extérieure est déléguée à R. B. Chuni Lall qui deviendra, par exemple, le directeur du comité de censure de Bombay en 1939. L'organisation et la gestion irréprochable du Bombay Talkies permettent de produire 3 à 4 films de qualité par an.
En 1936, durant le tournage du troisième film du studio, Jeevan Naiya, Devika Rani s'enfuit avec la vedette masculine Najm-ul-Hassan, laissant Himanshu Rai furieux et désemparé. La rumeur évoque une escapade amoureuse et le scandale est considérable. Les apparences sont contre le couple d'acteurs même si la réalité est peut-être différente. Shashdhar Mukherjee, alors ingénieur du son, retrouve Devika Rani à Calcutta et parvient à la convaincre de revenir. S'ils ne divorcent pas, Himanshu Rai et Devika Rani organisent une séparation de biens et leur vie commune se limite dès lors à des relations professionnelles. Himanshu Rai choisi le tout jeune Ashok Kumar comme nouvelle vedette masculine en remplacement de Najm-ul-Hassan qui poursuivra sa carrière avec le studio New Theaters de Calcutta.
Niranjan Pal qui était l'unique auteur de Bombay Talkies se brouille avec Himanshu Rai et quitte le studio en 1937. Les deux hommes se connaissaient depuis le début des années 1920 à Londres; Niranjan Pal ayant par exemple écrit l'adaptation de The Goddess. Il était aussi l'artisan du plus grand succès qu'avait connu le studio jusqu'alors avec Achhut Kanya sorti en 1936. Niranjan Pal est remplacé par l'écrivain bengali Sharadindu Bandyopadhyay à partir de Bhabi qui est présenté en 1938.
Himanshu Rai met aussi en avant de nouvelles vedettes à partir de 1937. Kishore Sahu fait ainsi ses débuts dans Jeevan Prabhat, P. Jairaj est le héros de Bhabi, et Leela Chitnis est en tête d'affiche dans Kangan.  Il cède aussi à la mode des acteurs comiques et intègre V. H. Desai qui apparaît dans Bhabi.
La seconde guerre mondiale éclate alors que Kangan est sur le point de sortir en salles. Les techniciens allemands du studio sont internés par les autorités britanniques, bloquant les productions en cours. Des techniciens indiens les remplacent au pied levé mais l'avenir parait difficile. La santé d'Himanshu Rai se détériore rapidement. Ses colères sont parfois terribles. Certains parlent de surmenage, d'autres de dépression nerveuse. Il décède à Bombay le 19 mai 1940, probablement des suites d'une crise cardiaque. Il avait 48 ans.

### Héritage
Bombay Talkies sombre dans le chaos pendant quelques semaines après la mort d'Himanshu Rai. Puis le conseil d'administration confie le rôle de contrôleur de production à Devika Rani tandis que R. B. Chuni Lall est nommé directeur général. Les tournages reprennent. Les succès spectaculaires de Bandhan (1940), Punar Milan (1940) et Naya Sansar (1941) assurent au studio une situation financière saine. Pourtant, les dissensions qu'Himanshu Rai avait su contrôler ne vont pas tarder à éclater. Une quinzaine d'employés emmenés par R. B. Chuni Lall, Ashok Kumar et Shashdhar Mukherjee quittent le studio pour former Filmistan en 1943. Devika Rani épouse Svetoslav Roerich et s'éloigne du cinéma en 1945. Après une tentative pour le faire renaître, Bombay Talkies ferme définitivement ses portes en 1954.
À sa mort en 1940, Himanshu Rai laisse une veuve, trois sœurs et un père âgé. Sa première femme, Mary Hainlin, avait émigré en Australie avec sa fille Nilima Annaliese née en mai 1926. Cette dernière a eu trois fils qui sont probablement les seuls descendants d'Himansu Rai. L'un d'entre-eux, Peter Dietze, détient à Melbourne une partie des archives de son grand-père.
Sur les 1338 films indiens muets produits, seuls une vingtaine ont été préservés. C'est le cas de la trilogie produite par Himanshu Rai qui offre dès lors un regard unique sur le cinéma de cette époque. L'organisation rigoureuse de son studio ainsi que la qualité technique et l'originalité des films qu'il a produit ont constitué un modèle au point que, près de 80 ans plus tard, un film rendant hommage au cinéma indien se nomme Bombay Talkies.

## Filmographie
| Film              | Date de sortie   | Réalisateur     | Rôle                            | Distribution |
| ----------------- | ---------------- | --------------- | ------------------------------- | --- |
| Azad              | 4 mai 1940       | N.R. Acharya    | Producteur                      | Leela Chitnis, Ashok Kumar, Hansa Wadkar, Mumtaz Ali, Nazir Bedi, Rama Shukal, Nana Palsikar                                       |
| Kangan            | Septembre 1939   | Franz Osten     | Producteur                      | Leela Chitnis, Ashok Kumar, Mubarak, Balwant Singh, Ranibala, Saroj Borkar, Jagdish Sethi                                          |
| Durga             | 1er juillet 1939 | Franz Osten     | Producteur                      | Devika Rani, Hansa Wadkar, Balwant Singh, Rama Shukul, P. F. Pithawala, Mumtaz Ali, V. H. Desai                                    |
| Navjeevan         | 25 mars 1939     | Franz Osten     | Producteur                      | Hansa Wadkar, Rama Shukul, V.H. Desai, Mumtaz Ali, P. F. Pithawala, Saroj Borkar                                                   |
| Bhabi             | 17 décembre 1938 | Franz Osten     | Producteur                      | P. Jairaj, Renuka Devi, Maya Devi, P. F. Pithawala, V. H. Desai, Rama Shukul, M. Nazir, Ranibala, Saroj Borkar                     |
| Vachan            | 19 août 1938     | Franz Osten     | Producteur                      | Devika Rani, Ashok Kumar, Mumtaz Ali, P. F. Pithawala, Balwant Singh, Maya Devi                                                    |
| Nirmala           | 15 avril 1938    | Franz Osten     | Producteur                      | Devika Rani, Ashok Kumar, Maya Devi, Balwant Singh, Sankatha Prasad, Mumtaz Ali, Nazir Bedi, P. F. Pithawala, Saroj Borkar         |
| Jeevan Prabhat    | 2 novembre 1937  | Franz Osten     | Producteur                      | Devika Rani, Kishore Sahu, Renuka Devi, Maya Devi, Mumtaz Ali, Chandraprabha, Saroj Borkar, Kamta Prasad, P. F. Pithawala          |
| Savitri           | 28 août 1937     | Franz Osten     | Producteur                      | Devika Rani, Ashok Kumar, Mumtaz Ali, Sunita Devi, Maya Devi, Kamta Prasad, Saroj Borkar, M. Nazir, Chandraprabha, P. F. Pithawala |
| Prem Kahani       | 27 mars 1937     | Franz Osten     | Producteur                      | Ashok Kumar, Madhurika, Maya Devi, Mumtaz Ali, N. M. Joshi, P. F. Pithawala, Saroj Borkar, Chandraprabha, Kamta Prasad             |
| Izzat             | 16 janvier 1937  | Franz Osten     | Producteur                      | Devika Rani, Ashok Kumar, Mumtaz Ali, Vimla Kumari, Kamta Prasad, Manohar Ghatwal, P. F. Pithawala, M. Nazir                       |
| Janmabhoomi       | 31 octobre 1936  | Franz Osten     | Producteur                      | Devika Rani, Ashok Kumar, Pramila, Mumtaz Ali, Chandraprabha, P. F. Pithavala, Kamta Prasad,                                       |
| Achhut Kanya      | 18 juillet 1936  | Franz Osten     | Producteur                      | Devika Rani, Ashok Kumar, Mumtaz Ali, Pramila, Sunita Devi, P. F. Pithavala, Chandraprabha, Kusum Kumari, Kamta Prasad             |
| Jeevan Naiya      | 16 mai 1936      | Franz Osten     | Producteur                      | Devika Rani, Ashok Kumar, Mumtaz Ali, Pramila, Sunita Devi, P. F. Pithavala, Chandraprabha, Kusum Kumari, Kamta Prasad             |
| Mamta & Miya Biwi | 1936             | Franz Osten     | Producteur                      | Devika Rani, Najm-ul-Hassan, Sunita Devi, J. S. Kashyap, P. F. Pithavala, Kamta Prasad, Chandraprabha                              |
| Jawani Ki Hawa    | 1935             | Franz Osten     | Producteur                      | Devika Rani, Najm-ul-Hassan, Sunita Devi, J. S. Kasshyap, P. F. Pithawal, Kamta Prasad, Chandraprabha, Azurie                      |
| Karma             | 15 mai 1933      | J.L. Freer-Hunt | Producteur, acteur              | Devika Rani, Himanshu Rai, Abraham Sofaer, Sudharani, Dewan Sharar                                                                 |
| Melody and Rhythm | 1933             | Himanshu Rai    | Réalisateur                     | Sunalini Devi |
| Tagore Talkie     | 1931             | Himanshu Rai    | Réalisateur                     | Rabindranath Tagore |
| Prapancha Pash    | 16 août 1929     | Franz Osten     | Producteur, acteur              | Himanshu Rai, Charu Roy, Seeta Devi, Modhu Bose, Sincouri Chakravarty, Lala Bizoykishen, Sarada Gupta                              |
| Shiraz            | 20 décembre 1928 | Franz Osten     | Producteur, acteur              | Himanshu Rai, Charu Roy, Seeta Devi, Enkashi Rama Rao, Profulla Kumar, Maya Devi                                                   |
| Prem Sanyas       | 22 octobre 1925  | Franz Osten     | Producteur, acteur, réalisateur | Rani Bala, Sarada Ukil, Seeta Devi, Himanshu Rai, Baba Bharati, Balwant Singh, Gokul Das, Prafulla Roy, Modhu Bose                 |